# كيث فيرغسون (لاعب رماية)
كيث فيرغسون (بالإنجليزية: Keith Ferguson) هو لاعب رماية أسترالي، ولد في 7 سبتمبر 1979.

## وصلات خارجية
- كيث فيرغسون على موقع الاتحاد الدولي (الإنجليزية)
- كيث فيرغسون على موقع أوليمبيديا (الإنجليزية)
- كيث فيرغسون على موقع اللجنة الأولمبية الأسترالية (الإنجليزية)